# Parmotrema lyngeanum
Parmotrema lyngeanum är en lavart som först beskrevs av Alexander Zahlbruckner, och fick sitt nu gällande namn av Hale. Parmotrema lyngeanum ingår i släktet Parmotrema och familjen Parmeliaceae.   Inga underarter finns listade i Catalogue of Life.